# Tolisa (Orašje, BiH)
Tolisa je naseljeno mjesto u sastavu općine Orašje, Federacija Bosne i Hercegovine, BiH.

## Zemljopisni položaj
Tolisa je mjesto na krajnjem sjeveroistoku Bosne i Hercegovine u Posavini. Dobila je ime po istoimenoj rijeci Tolisi, koja je proticala pored starog mjesta gdje je selo bilo smješteno. Ime Tolisa (Terra Tolis) prvi put spominje se u 13. stoljeću (1244. godine), u darovnici ugarskog kralja Bele IV., a obuhvaćala je područje oko rijeke Tolise.

## Geografski položaj
Tolisa leži na rijeci Savi, preko nje graniči s teritorijom općine Štitar, na zapadu s općinom Domaljevac-Šamac dok na ostalim stranama dijeli granicu s ostalim selima općine Orašje
| Štitar, Domaljevac | Štitar          | Štitar, Donja Mahala |
| Domaljevac         | Susjedne općine | Donja Mahala         |
| Bukova Greda       | Matići, Kostrč  | Kostrč               |

## Povijest
U Tolisi je otvorena prva pučka osnovna škola u Bosni i Hercegovini i to davne 1823. godine, koju je podigao tadašnji župnik fra Ilija Starčević. Prvi učitelj bio je Ilija Boričić iz Slavonije.
Prva poljoprivredna zadruga u Bosni i Hercegovini osnovana je 1904. godine u Tolisi.
U Tolisi, na lokalitetu zvanom Raščica (razmeđe između mjesta Tolisa, Kostrč i Donja Mahala) nalazi se prostorno najveća katolička crkva u Bosni i Hercegovini (s tornjevima visoka 56 m), franjevačka crkva i samostan Uznesenja BDM, čija je gradnja započela za otomanske vlasti 1864., a završena 1881. godine pod upravom fra. Martina Nedića.
Tolisa je poznato marijansko svetište koja se pohodi na blagdan Velike Gospe.

## Stanovništvo
| Tolisa             |                |                |                |                |
| godina popisa      | 2013           | 1991.          | 1981.          | 1971.          |
| Hrvati             | 2717 (99,49 %) | 3274 (98,43 %) | 3155 (98,50 %) | 2980 (99,10 %) |
| Srbi               | 4 (0,15 %)     | 15 (0,45 %)    | 7 (0,21 %)     | 18 (0,59 %)    |
| Muslimani          | 1 (0,01 %)     | 3 (0,09 %)     | 1 (0,03 %)     | 1 (0,03 %)     |
| Jugoslaveni        | 0 (0,00 %)     | 20 (0,60 %)    | 31 (0,96 %)    | 4 (0,13 %)     |
| ostali i nepoznato | 9 (0,03 %)     | 14 (0,42 %)    | 9 (0,28 %)     | 4 (0,13%)      |
| ukupno             | 2731           | 3326           | 3203           | 3007           |

## Sport
- NK Sloga Tolisa

## Kultura
- Dani Tolise
- KUD Kralj Tomislav
- Muzej Franjevačkog samostana Tolisa Vrata Bosne
- Zaklada "Terra Tolis"

### Književnici
- Martin Nedić (1810. – 1895.)
- Bono Dobroslav Nedić (1841. – 1903.)
- Marko Skejo Vukić (1949. – 2006.)
- Mato Nedić (1971.)

## Vanjske poveznice
|  | Zajednički poslužitelj ima još gradiva o temi Franjevački samostan u Tolisi |

Tolisa portal